# 德州学院附属医院
德州学院附属医院（德州市立医院）是一所位于中国山东省德州市德城区的公立医院，始建于1947年。现有职工1026人，病床820张，属二级甲等综合医院。位于德城区市场街三八中路1766号。2023年12月，德城区人民政府与德州学院以原德州市立医院为基础，共同组建德州学院直属附属医院，挂牌德州学院附属医院。